# Nippel (verbinding)

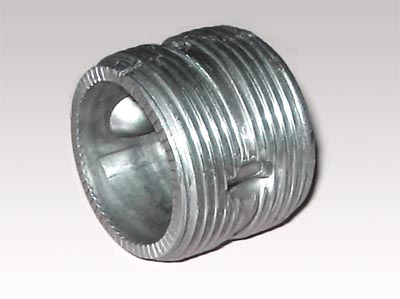
Een van schroefdraad voorziene nippel

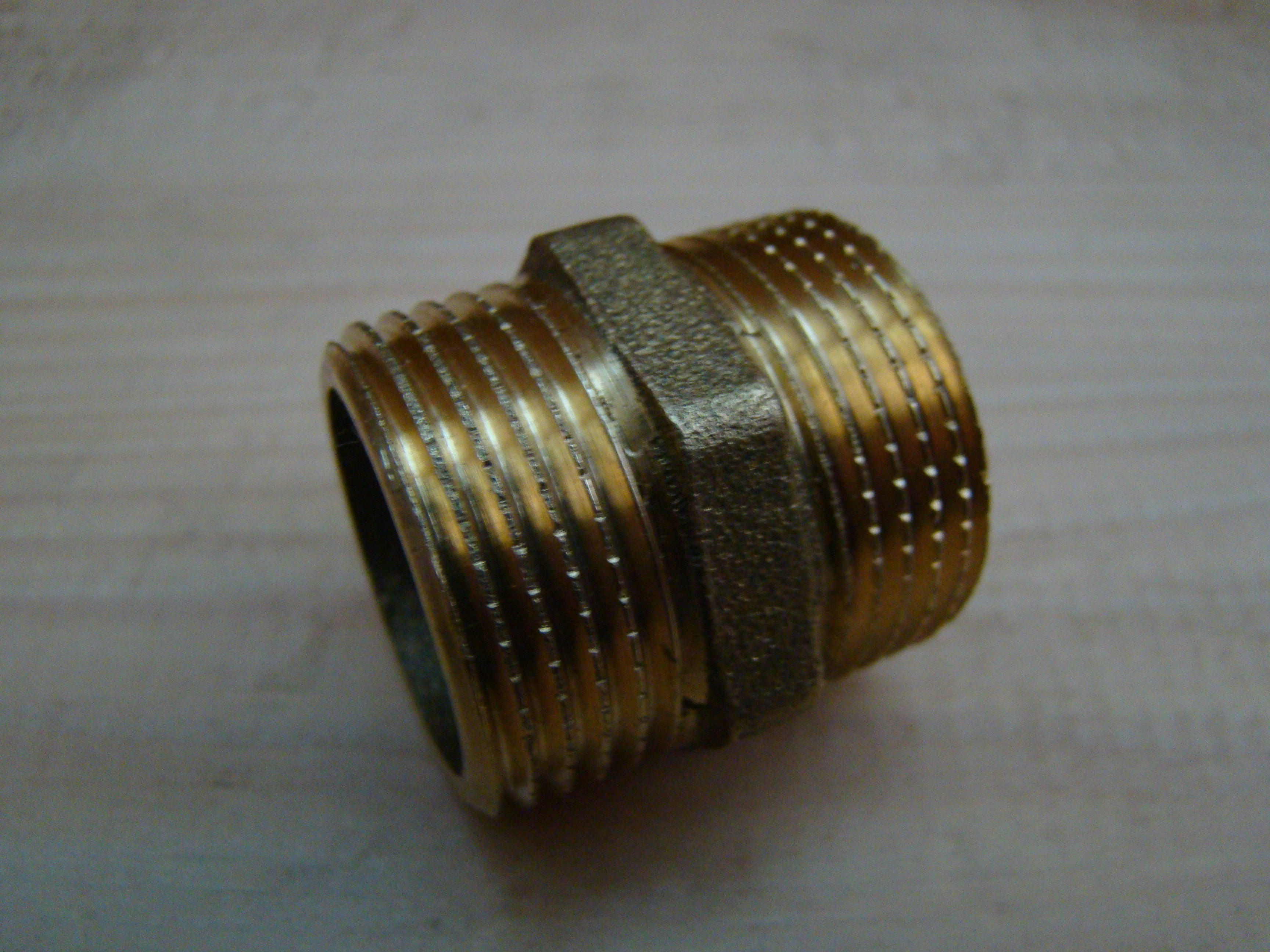
Nippel met in midden een zeskant

Een nippel is een verbindingsstuk tussen twee buizen. In tegenstelling tot een sok en fitting waar de buizen in het verbindingsstuk zitten, bevindt de nippel zich aan de binnenkant van de te verbinden buizen. Een nippel kan glad zijn, of voorzien zijn van mannelijk schroefdraad aan een of aan beide zijden. Nippels kunnen van verschillende materialen gemaakt worden; metaal en kunststof komen het meest voor.